# Andrew Johnson
Andrew Johnson (n. 29 decembrie 1808 – d. 31 iulie 1875) a fost cel de-al șaisprezecelea vicepreședinte (1865) și cel de-al șaptesprezecelea președinte al Statelor Unite ale Americii (1865 – 1869), succedând la președinția Statelor Unite după asasinarea celui de-al șaisprezecelea președinte american, Abraham Lincoln.
Johnson a fost președinte în timpul Reconstrucției care a urmat Războiului Civil American. Din cauza numeroaselor sale acte de tratare extrem de îngăduitoare a rebelilor înfrânți, precum și a respingerii prin veto a proiectelor de lege privind schimbarea drepturile civile, a fost pus în situația de a avea o lungă dispută amară cu republicanii din Congresul SUA ducând, în final, la judecarea sa în Congres (în engleză, „impeachment”) în 1868, devenind astfel primul președinte judecat de Congres. A fost achitat de acuzațiile aduse cu doar un singur vot în cadrul Senatului.

## Vezi și

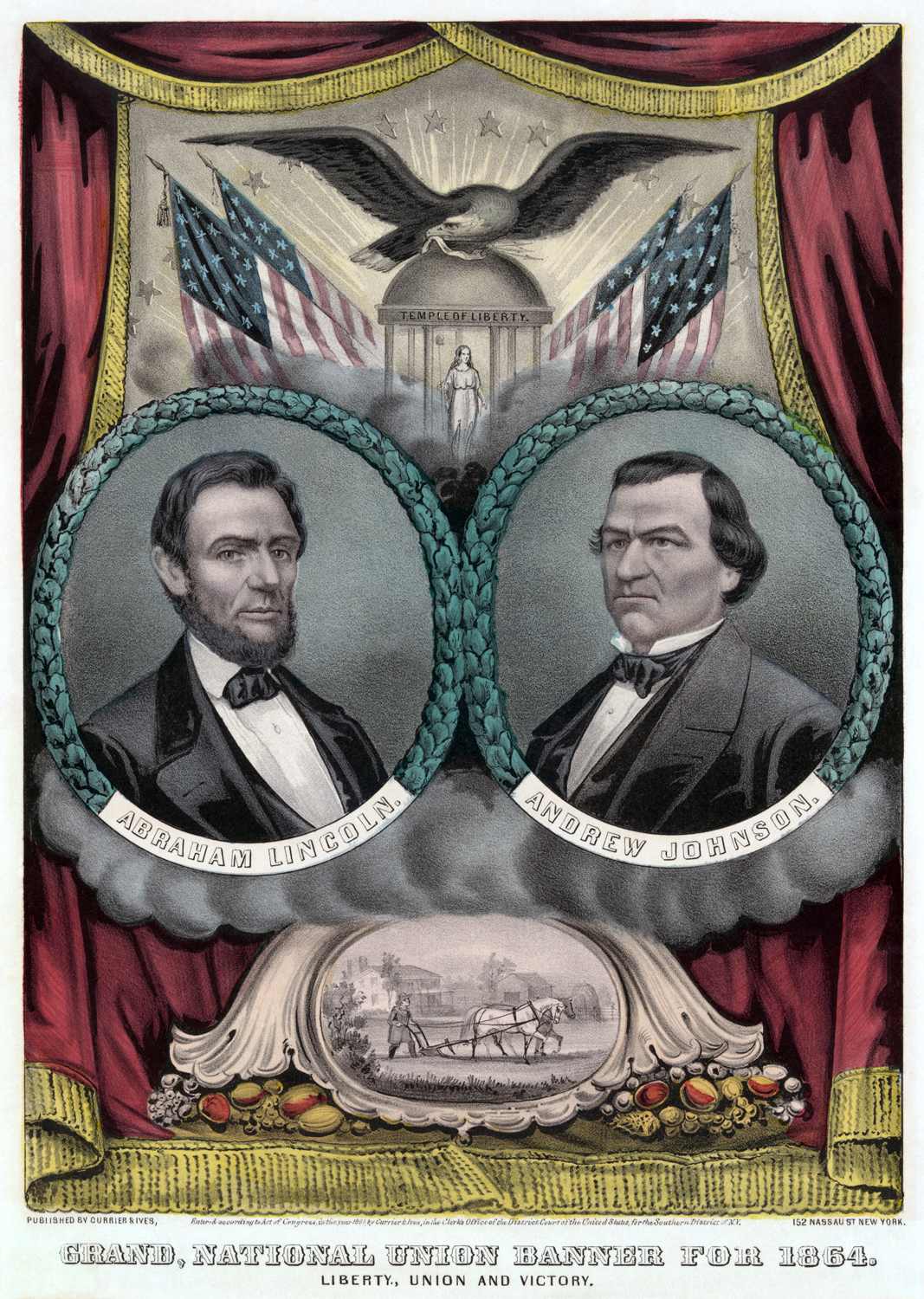
Poster al campaniei prezidențiale din noiembrie 1864 prezentând pe Abraham Lincoln și Andrew Johnson.